# Az-Zawi
Az-Zawi (arab. الزاوي) – miejscowość w Syrii, w muhafazie Hama. W 2004 roku liczyła 1744 mieszkańców.